# Френте „Гуасу“
Фронтът „Гуасу“ (на испански: Frente Guasú) е политическа коалиция в Парагвай, включваща единадесет леви и крайнолеви партии.
Основана е през 2010 година със сливането на две леви политически коалиции и е оглавена от тогавашния президент Фернандо Луго, отстранен от поста през 2012 година. На изборите през 2013 година Фронтът „Гуасу“ получава 5,5% от гласовете и 1 от 80 места в долната камара на парламента.
1. ↑  progressive-alliance.info //    Архивиран от оригинала на 5 януари 2016 г. Посетен на 15 март 2019 г.